# Jobos (Isabela)
Jobos es un barrio ubicado en el municipio de Isabela en el estado libre asociado de Puerto Rico. En el Censo de 2010 tenía una población de 3.446 habitantes y una densidad poblacional de 374,9 personas por km².

## Geografía
Jobos se encuentra ubicado en las coordenadas 18°29′50″N 67°3′57″O / 18.49722, -67.06583. Según la Oficina del Censo de los Estados Unidos, Jobos tiene una superficie total de 9.19 km², de la cual 9.18 km² corresponden a tierra firme y (0.14%) 0.01 km² es agua.

## Demografía
Según el censo de 2010, había 3.446 personas residiendo en Jobos. La densidad de población era de 374,9 hab./km². De los 3.446 habitantes, Jobos estaba compuesto por el 82.39% blancos, el 5.66% eran afroamericanos, el 0.52% eran amerindios, el 0.03% eran asiáticos, el 8.68% eran de otras razas y el 2.73% pertenecían a dos o más razas. Del total de la población el 98.11% eran hispanos o latinos de cualquier raza.